# … und wenn’s nur einer wär’ …
… und wenn’s nur einer wär’ … ist ein deutscher Jugendfilm der DEFA von Wolfgang Schleif aus dem Jahr 1949.

## Handlung
Der Junge Karli ruft seine Mutter an und teilt ihr mit, dass er nicht nach Hause kommen werde. Mit einem Freund hat er ein Auto gestohlen und rast durch Berlin, bis die Polizei das Auto stoppen kann und Karli festnimmt. Die Jugendstrafkammer überweist ihn in ein Erziehungslager. Hier landen auch Fritz, der beim wiederholten Diebstahl von Nahrungsmitteln erwischt wird, und der elternlose Hansi, der eine Frau überfallen und mit einem Messer verletzt hat, um einige Brote zu stehlen. Alle drei treffen im Erziehungslager Waldsee aufeinander, das vom jungen Jochen Denecke geleitet wird. Er galt einst selbst als „Verwahrloster“, hat sein Leben jedoch in den Griff bekommen und angefangen, Medizin zu studieren. Das Lager führt er in Selbstverwaltung, mit demokratischen Abstimmungen und klaren Regeln, jedoch auch genügend Freiheiten für jeden Einzelnen. Sein Gegenpart ist das ältere Fräulein Müller, die die Jungen eher verprügelt, als sich auf sie einzulassen.
In einer Bar hört Jochen die Schauspielerin Bettina ein Chanson über die verwahrloste Jugend singen und empört sich darüber. Er fordert sie auf, sich solch eine Jugend doch einmal vor Ort anzusehen und tatsächlich erscheint Bettina wenig später im Lager. Ihre Vorbehalte gegen die Jugendlichen legen sich schnell und sie plant nun unterstützt von Jochen, den Kindern die Welt des Theaters näher zu bringen. Unter der heilen Oberfläche des Lagerlebens brodelt es jedoch. Der Jugendliche Horst Pacholke stiehlt während seines Ausgangs einem Schieber amerikanische Zigaretten, die offiziell nicht gehandelt werden dürfen. Er tauscht sie gegen Brot für das Lager ein, doch weisen ihn die anderen Kinder zurecht. Er vertraut sich Jochen an, der bis dahin stolz darauf war, dass seit der Selbstverwaltung keine Straftaten begangen wurden. Bettina jedoch sieht auch den positiven Aspekt: Horst ist sich seiner Schuld bewusst. Wenig später finden die Kinder heraus, dass der Verwalter des Lebensmittellagers Tschunke heimlich Teile der Essensration des Lagers an Personen im Dorf verkauft. Tschunke wird per Abstimmung abgesetzt und an seiner statt Fritz neuer Lebensmittellagerverwalter.
Die Jungen sehen wenig später, wie ihr Kamerad Walter auf dem Markt einer alten Frau das Heft mit Lebensmittelmarken stiehlt. Sie lauern ihm abends im Schlafsaal auf und züchtigen ihn. Die Marken geben sie heimlich zurück, doch sieht Jochen die Striemen auf Walters Rücken bei einer ärztlichen Untersuchung. Die Jungen beichten ihm den Grund. Die Selbstjustiz der Jungen hat ernste Konsequenzen: Jochen wird als ungelernter Pädagoge abgesetzt und soll zunächst für einige Jahre Pädagogik studieren. Als sein Nachfolger kommt Albert Osterheld, der im Lager militärischen Drill einführt. Er lässt Stacheldrahtzäune errichten, schafft im Lager einen Wachhund an, lässt die Kinder harte Arbeit verrichten und bestraft Zuwiderhandlungen mit Arrest und Essensentzug. Als Bettina zum Lager kommt, weist Albert sie ab, ist ihre Arbeit doch derzeit nicht nötig. Fritz gelingt es, heimlich zu Bettina zu gehen und ihr von den Verhältnissen im Lager zu berichten. Einige Kinder planen die Flucht, alle wollen Jochen zurück. Bettina verspricht, Jochen zu suchen.
Im Lager entdeckt Horst Pacholke, dass Osterheld eine Hand kaum bewegen kann und selbst zum Stiefelanziehen fremde Hilfe braucht. Er ist erschüttert, behält seine Entdeckung jedoch für sich. Unterdessen planen einige Jungen, sich aktiv zu helfen. Michael flieht aus dem Lager, wird zu Hause von seiner Mutter abgewiesen und begibt sich zu Bettina. Sie hat unterdessen Jochen gefunden, der resigniert hat. Er will weiter Medizin studieren, doch überzeugt Bettina ihn, die Jungen nicht allein zu lassen. Er wird daraufhin Leiter des Lagers Römerberg für kriminelle Kinder und Jugendliche. Das Lager liegt in einem anderen Sektor in Berlin. Michael entwirft mit Bettina einen Plan, wie die Kinder aus dem Lager Waldsee ins Lager Römerberg kommen können. Sie wollen über die Sektorengrenze fliehen, wo ein befreundeter Polizist sie zum Schein festnehmen und in Jochens Lager bringen soll. Es gelingt Bettina, den Polizisten von ihrem Plan zu überzeugen. Die gemeinsame Flucht der Kinder soll anlässlich eines Sommerfestes vonstattengehen, zu dem auch Bettina eingeladen wird. Einige Kinder spielen jedoch falsch und berichten Osterheld, dass die Jugendlichen etwas planen. Bettina wird während des Festes von Fräulein Müller nicht aus den Augen gelassen und doch gelingt den ersten Kindern die Flucht. Viele der ursprünglich begeisterten Kinder haben sich jedoch aus Angst vor Osterhelds drakonischen Strafen gegen eine Flucht entschieden. Als Michael die Kinder zu überreden versucht und Bettina als Organisatorin der Flucht nennt, wird er von Osterheld belauscht. Beide werden zu einem Verhör zitiert, bei dem auch der Oberschulrat anwesend ist. Michael klagt Osterheld an, aus dem Lager ein KZ gemacht zu haben, doch werde ihn niemand an der Flucht hindern. Bettina versucht, sich und ihr Handeln zu verteidigen. Plötzlich erscheint Horst Pacholke und beschuldigt Osterheld, in Wirklichkeit der ehemalige Obersturmführer Österried zu sein. Er habe im April 1945 seinen Freund Kurt erschossen, als der nicht seinen Anweisungen gemäß agierte. Schon damals habe er die Armverletzung gehabt, er selbst, Horst, war damals bei der Erschießung anwesend.
Osterheld bittet darum, seines Postens enthoben zu werden. Der Oberschulrat erkennt, dass es ein Fehler war, Jochen zu versetzen. Er bittet Bettina um Jochens Adresse, damit er sich bei ihm entschuldigen kann. Unterdessen ist fünf Kindern die Flucht zum bereitstehenden Polizeiwagen gelungen, der schließlich abfährt. Die fünf Jungen kommen im Lager Römerberg an, wo sie von den dortigen Kindern und Jochen freudig begrüßt werden. Auf den Hinweis, dass doch nur fünf Kinder mitgekommen sind, entgegnet Jochen „… und wenn’s nur einer wär’ …“.

## Produktion
… und wenn’s nur einer wär’ … beruht auf dem Tatsachenroman Verwahrlost von Sia Scazziga. Der Film wurde 1948 im Atelier Berlin-Johannisthal sowie in Schmöckwitz gedreht, wobei einige der Kinderdarsteller tatsächlich Jugendbanden angehörten. Die Kostüme schuf Hans Kieselbach, das Szenenbild stammt von Wilhelm Depenau und Kurt Herlth. … und wenn’s nur einer wär’ … erlebte am 18. März 1949 im Berliner Kino Babylon seine Premiere.

## Kritik
Frank-Burkhard Habel nannte … und wenn’s nur einer wär’ … einen optisch interessanten Film, der zwar dramaturgisch schwach sei, aber dafür die Nachkriegsatmosphäre sehr authentisch widerspiegele.
„Ein thematisch wichtiger DEFA-Film, der sich auch künstlerisch recht akzeptabel mit damals aktuellen Jugendproblemen auseinandersetzt“, befand der film-dienst.

## Auszeichnungen
Ernst Wilhelm Fiedler erhielt für … und wenn’s nur einer wär’ … 1951 den Nationalpreis III. Klasse für Kamera.